# Phygadeuon unidentatus
Phygadeuon unidentatus är en stekelart som beskrevs av Horstmann 2001. Phygadeuon unidentatus ingår i släktet Phygadeuon och familjen brokparasitsteklar. Inga underarter finns listade i Catalogue of Life.